# Dexamfetamin

Strukturformel för dexamfetamin

Dexamfetamin, även kallat dextroamfetamin, är ett centralstimulerande preparat och den d-enantiomera formen av amfetamin. Det kemiska namnet är (S)-1-fenylpropan-2-amin och summaformeln C9H13N.  
Preparatet är narkotikaklassat och ingår i förteckning P II i 1971 års psykotropkonvention samt i förteckning II i Sverige.

## Farmakologi
Dexamfetamin ökar frisättningen av noradrenalin och dopamin i centrala nervsystemet. Detta leder till aktivering av nervceller i bland annat hjärnbarken och det retikulära aktiveringssystemet.

## Medicinsk användning
Preparatet används vid behandling av adhd hos barn, ungdomar och vuxna. Det kan även användas vid narkolepsi, men indikationen är ovanlig.

## Biverkningar
Vanliga biverkningar är minskad aptit, sömnsvårigheter, muntorrhet, ökad hjärtfrekvens och förhöjt blodtryck.  
Effekt och biverkningar kan variera mellan individer och skilja sig från dem som ses vid behandling med metylfenidat.

## Läkemedelsformer
I Sverige säljs dexamfetamin som Attentin i styrkorna 5, 10 och 20 mg.
Elvanse och Elvanse Vuxen innehåller lisdexamfetamin, som i kroppen omvandlas till dexamfetamin.  
I USA säljs en kombination av dexamfetamin och levoamfetamin under namnet Adderall.